# Luigi Rovelli
Pour les articles homonymes, voir Rovelli.
Luigi Rovelli (Milan, 23 mars 1850 - Rapallo 1911) est un sculpteur et un architecte italien, principal protagoniste de l'éclectisme en Ligurie.

## Biographie
Il eut la capacité d'interpréter le goût de la demande locale, en alternant des modèles néoclassique ou néobaroque, particulièrement recherchés pour les édifices urbains, aux formes néogothique ou néoromane, plus particulièrement appréciées dans la résidence des « villa ».
Il fut apprécié pour son architecture funéraire. Au Cimetière monumental de Staglieno, il réalisa la Cappella Armando Raggio (1895).

## Œuvres
- Façade en marbre du Santuario di Nostra Signora di Montallegro de Rapallo en 1896
- La Cappella Armando Raggio (1895), cimetière monumental de Staglieno
- Travaux de rénovation de la Villa Piaggio à Gênes
- Travaux de rénovation du Palazzo Raggio à Gênes